# MzML
mzML ist ein XML-basiertes Dateiformat in der Proteomik, das die Vorgänger mzXML und mzData konsolidiert. Es dient als herstellerunabhängiges Austausch- und Archivierungsformat für massenspektrometrische Daten. Das XML Schema ist strikt festgelegt, aber es existiert ein erweiterbares kontrolliertes Vokabular, das den technischen Fortschritt in dem Gebiet abbilden soll. Die Projektgruppe stellt eine Referenzimplementierung und Validatoren zur Verfügung. Mit der Trans-Proteomic Pipeline ist eine weitergehende Datenanalyse möglich. Der vollständige Lauf mitsamt allen Metadaten ist im Dateiformat enthalten. Das Format erlaubt den wahlfreien Zugriff: ein Programm muss die Datei nicht erst vollständig einlesen, um ein Massenspektrum aufzurufen. Es wird von ProteoWizard und OpenMS unterstützt. Zudem ist es im NCBI C++ Toolkit enthalten und durch jmzML in Java implementiert. Die Suchmaschinen X!Tandem und Myrimatch zählen zu den Unterstützern der ersten Stunde. ChemClipse und das darauf aufbauende OpenChrom unterstützen mzML ebenfalls. Nachteilig ist die 4–18 × höhere Dateigröße im Vergleich zu binären Herstellerformaten, was in durch Festplattenzugriff limitierten Szenarien zu längeren Verarbeitungszeiten führen kann.